# IC 5241
IC 5241 је спирална галаксија у сазвјежђу Водолија која се налази на листи објеката дубоког неба у Индекс каталогу.
Деклинација објекта је + 2° 38' 23" а ректасцензија 22h 41m 38,5s. Привидна величина (магнитуда) објекта IC 5241 износи 14,0 а фотографска магнитуда 14,7. IC 5241 је још познат и под ознакама UGC 12152, MCG 0-57-8, CGCG 378-16, KUG 2239+023, PGC 69504.